# Giovanni di Bicci de' Medici
Giovanni di Bicci de' Medici (Florence, 1360 – aldaar, 20 februari 1429) was een zoon van Averardo de' Medici, en grondlegger van het fortuin van het Italiaanse geslacht de' Medici uit Florence. 
Giovanni was getrouwd met de vermogende Piccarda Bueri. Zij hadden samen twee zoons: Cosimo de' Medici en Lorenzo Giovanni de' Medici. Lorenzo I de' Medici (il Magnifico) was een kleinzoon van Cosimo. 
Hij baande met zijn bankiershuizen in en buiten Italië (zelfs tot in Londen en Brugge) de weg tot politieke macht van de Medici. In 1421 was hij gonfaloniere en maakte hiervan gebruik om de vermogensbelasting aanzienlijk te verzwaren. Veel interesse in de politiek had hij echter niet, en hij gebruikte zijn functie alleen als het hem voor zaken goed uitkwam.
Diverse pausen, zoals paus Martinus V, maakten gebruik van de diensten van zijn banken, waardoor het vermogen aanzienlijk toenam en de machtsbasis voor zijn opvolgers was gevestigd.